# Kahraman Demirtaș
Kahraman Demirtaș (Mardin, 1º maggio 1994) è un calciatore turco, difensore del Sakaryaspor.

## Carriera
Cresciuto nel settore giovanile del Verviétois, debutta in prima squadra il 15 dicembre 2012, in occasione dell'incontro di Derde klasse perso per 3-0 contro il Virton. In tre anni, totalizza 32 presenze e 3 reti con il club belga. Nel 2015 viene acquistato dal Roda JC, senza tuttavia esordire in incontri ufficiali. Rimasto svincolato, nel febbraio 2018 viene ingaggiato dal Den Bosch, con cui totalizza 9 presenze nella seconda divisione olandese. In estate viene acquistato dall'Altınordu, che lo gira subito in prestito al Niğde Anadolu, formazione militante nella terza divisione turca. Rientrato alla base, disputa due stagioni nella seconda divisione turca con l'Altınordu. Nel 2021 si trasferisce al Göztepe; esordisce in Süper Lig il 22 agosto 2021, disputando l'incontro perso per 0-1 contro lo Yeni Malatyaspor. L'anno successivo viene ceduto al Konyaspor, altro club della massima divisione turca.

## Statistiche

### Presenze e reti nei club
Statistiche aggiornate al 6 febbraio 2023.
| Stagione          | Squadra           | Campionato        | Campionato | Campionato | Coppe nazionali | Coppe nazionali | Coppe nazionali | Coppe continentali | Coppe continentali | Coppe continentali | Altre coppe | Altre coppe | Altre coppe | Totale | Totale |
| Stagione          | Squadra           | Comp              | Pres       | Reti       | Comp            | Pres            | Reti            | Comp               | Pres               | Reti               | Comp        | Pres        | Reti        | Pres   | Reti   |
| ----------------- | ----------------- | ----------------- | ---------- | ---------- | --------------- | --------------- | --------------- | ------------------ | ------------------ | ------------------ | ----------- | ----------- | ----------- | ------ | ------ |
| 2012-2013         | Verviétois        | D3                | 1          | 0          | CB              | 0               | 0               |                    | -                  | -                  |             | -           | -           | 1      | 0      |
| 2013-2014         | Verviétois        | D3                | 2          | 0          | CB              | 0               | 0               |                    | -                  | -                  |             | -           | -           | 2      | 0      |
| 2014-2015         | Verviétois        | D3                | 29         | 3          | CB              | 0               | 0               |                    | -                  | -                  |             | -           | -           | 29     | 3      |
| Totale Vervietois | Totale Vervietois | Totale Vervietois | 32         | 3          |                 | 0               | 0               |                    | -                  | -                  |             | -           | -           | 32     | 3      |
| feb.-giu. 2018    | Den Bosch         | 1D                | 9          | 0          | CO              | -               | -               |                    | -                  | -                  |             | -           | -           | 9      | 0      |
| 2018-2019         | Niğde Anadolu     | 2L                | 14         | 0          | CT              | 0               | 0               |                    | -                  | -                  |             | -           | -           | 14     | 0      |
| 2019-2020         | Altınordu         | 1L                | 7          | 0          | CT              | 3               | 0               |                    | -                  | -                  |             | -           | -           | 10     | 0      |
| 2020-2021         | Altınordu         | 1L                | 26+3       | 1+0        | CT              | 1               | 0               |                    | -                  | -                  |             | -           | -           | 30     | 1      |
| Totale Altınordu  | Totale Altınordu  | Totale Altınordu  | 33+3       | 1+0        |                 | 4               | 0               |                    | -                  | -                  |             | -           | -           | 40     | 1      |
| 2021-2022         | Göztepe           | SL                | 23         | 0          | CT              | 3               | 1               |                    | -                  | -                  |             | -           | -           | 26     | 1      |
| 2022-2023         | Konyaspor         | SL                | 4          | 0          | CT              | 0               | 0               | UECL               | 1                  | 0                  |             | -           | -           | 5      | 0      |
| Totale carriera   | Totale carriera   | Totale carriera   | 119        | 4          |                 | 7               | 1               |                    | 1                  | 0                  |             | -           | -           | 127    | 5      |